# Port lotniczy Beilul
Port lotniczy Beilul (ICAO: HHBL) – krajowy port lotniczy położony w Beilul w Erytrei.